# Anders Olsen (politiker)
Anders Simon Olsen (født 1. juli 1971 in Qullissat) er en grønlandsk politiker. Han har været medlem af Grønlands parlament siden 2009, heraf fra 2009 til 2014 som suppleant, og medlem af kommunalbestyrelsen i Kujalleq Kommune siden 2017. Anders Olsen har siden 2010 repræsenteret Siumut. Tidligere var han medlem af Inuit Ataqatigiit.
Anders Olsen gik i gymnasiet fra 1988 til 1991. Derefter studerede han på Grønlands Universitet (Ilisimatusarfik) fra 1992 til 1994 og blev til sidst uddannet som politibetjent fra 1996 til 1999. Han er gift og har seks børn.
Anders Olsen stillede første gang op til en plads i Grønlands parlament (Inatsisartut) ved parlamentsvalget i 2009 for Inuit Ataqatigiit (IA). Med 88 stemmer blev han 2. stedfortræder for IA, og indtrådte som suppleant i parlamentet. I 2010 skiftede Anders Olsen parti fra IA til Siumut. Ved parlamentsvalget i 2013 blev han med 133 stemmer 1. stedfortræder for Siumut og fortsatte som suppleant i parlamentet. Ved næste parlamentsvalg året efter fik han 280 stemmer og blev valgt for Siumut. Han stillede også op til kommunalvalget i 2017 og blev valgt ind i kommunalbestyrelsen i Kujalleq Kommune med 119 stemmer. Med 241 stemmer blev han i 2018 genvalgt til Grønlands parlament. I 2021 blev han genvalgt til parlamentet med 201 stemmer og også til Kujalleq kommunalbestyrelse med 139 stemmer ved kommunalvalget samme dag.